# Iwan Iwanow (Fußballspieler, 1988)
Iwan Kamenow Iwanow (bulgarisch Иван Каменов Иванов, englisch Ivan Kamenov Ivanov; * 25. Februar 1988 in Slatiza) ist ein bulgarischer ehemaliger Fußballspieler. Er war linker Außenverteidiger, spielte aber als Innenverteidiger.

## Karriere

### Verein
Iwanow begann seine Karriere beim Pirin Blagoewgrad, bevor er 2005 zum bulgarischen Erstligisten ZSKA Sofia wechselte. Am 24. Mai 2006 gewann er mit seiner Mannschaft den Bulgarischen Fußballpokal Danke einem 3:1-Sieg gegen Tscherno More Warna und auch den Bulgarischen Supercup gegen Lewski Sofia im Elfmeterschießen. In der Saison 2007/08 wurde er an Lokomotive Plowdiw ausgeliehen.
Zurück beim ZSKA wurde er zum Stammspieler. Am 19. September 2008 erzielte er beim 2:0-Sieg gegen Minjor Pernik sein erstes Tor. Am 27. August 2009 folgte sein erstes Tor in einem internationalen Spiel; es war das Siegestor zum 2:1 gegen FK Dynamo Moskau in den Play-offs zur Europa League 2009/10 und bedeutete für ZSKA den Einzug in die Gruppenphase dieses Wettbewerbes.
Am 1. November 2009 wurde er zusammen mit acht anderen Spielern, aufgrund von undiszipliniertem Verhalten, suspendiert. Am 20. November lief er wieder im Spiel gegen Lokomotive Sofia auf.
Am 25. Februar 2010 unterschrieb Iwanow einen Vierjahresvertrag beim russischen Erstligisten Alanija Wladikawkas.
Am 17. Juni 2011 wechselte er zum serbischen Erstligisten Partizan Belgrad. Sein Debüt für seinen neuen Verein gab er am 13. Juli beim 4:0-Heimsieg gegen den mazedonischen Verein FK Škendija 79 in der zweiten Qualifikationsrunde der Champions League.
Im August 2013 gab der FC Basel die Verpflichtung des Linksfüßers Iwanow bekannt. Beim amtierenden Schweizer Meister ersetzt er mit der Rückennummer 13 den zu Dynamo Kiew abgewanderten Aleksandar Dragovic. Er erhielt einen Dreijahresvertrag mit Option für ein weiteres Jahr. Sein erstes Pflichtspiel für den neuen Verein absolvierte er am 17. August 2013 im Schweizer Cup gegen den Lokalrivalen BSC Old Boys Basel in dem ihm in der Verlängerung das einzige und entscheidende Tor der Partie gelang.
Am 14. Januar 2014 erlitt Iwanow in einem Testspiel gegen Eintracht Braunschweig einen Kreuzbandriss. Am 16. September 2014 musste er sich einer weiteren schwerwiegenden Knieoperation unterziehen. Auch zum Auftakt der Spielzeit 2015/16 war er immer noch rekonvaleszent; er konnte seit eineinhalb Jahren keinen Ernstkampf mehr bestreiten. Im Dezember 2015 wurde der Vertrag von Iwanow in Basel aufgelöst.
Im Sommer 2018 wechselte er zum türkischen Zweitligisten Altay Izmir, im April 2019 nach Litauen zum FK Palanga. Zwei weitere Stationen innerhalb kurzer Zeit bildeten den Abschluss seiner Karriere.

### Nationalmannschaft
Sein Debüt für die Bulgarische Fußballnationalmannschaft gab er am 20. August 2008 beim 2:1-Sieg gegen Bosnien und Herzegowina, als er in der 67. Minute eingewechselt wurde. Seinen ersten Treffer erzielte er am 6. September 2011 bei der 1:3-Niederlage gegen die Schweiz in der Qualifikation zur Europameisterschaft 2012.

## Erfolge
Partizan Belgrad
- Serbischer Meister: 2012, 2013

ZSKA Sofia
- Bulgarischer Pokalsieger: 2006
- Bulgarischer Supercup: 2006, 2008

FC Basel
- Schweizer Meister: 2014, 2015